# Gianluca Guazzaroni
Pour les articles homonymes, voir Guazzaroni.
Gianluca Guazzaroni est un karatéka italien surtout connu pour avoir remporté l'épreuve de kumite individuel masculin moins de 80 kilos aux jeux mondiaux 1985 et 1989 ainsi que l'épreuve de kumite individuel masculin open aux championnats du monde de karaté 1988.

## Palmarès
| Résultat           | Date         | Épreuve                   | Catégorie | Compétition                | Ville hôte                |
| ------------------ | ------------ | ------------------------- | --------- | -------------------------- | ------------------------- |
| Médaille de bronze | 1983         | Kumite individuel - 80 kg | Seniors   | Championnats d'Europe 1983 | Madrid, en Espagne        |
| Médaille d'or      | 1985         | Kumite individuel - 80 kg | Seniors   | Jeux mondiaux 1985         | Londres, au Royaume-Uni   |
| Médaille de bronze | 1986         | Kumite individuel - 80 kg | Seniors   | Championnats du monde 1986 | Sydney, en Australie      |
| Médaille de bronze | 1988         | Kumite individuel - 80 kg | Seniors   | Championnats d'Europe 1988 | Gênes, en Italie          |
| Médaille de bronze | 1988         | Kumite individuel + 80 kg | Seniors   | Championnats du monde 1988 | Le Caire, en Égypte       |
| Médaille d'or      | 1988         | Kumite individuel open    | Seniors   | Championnats du monde 1988 | Le Caire, en Égypte       |
| Médaille d'or      | Juillet 1989 | Kumite individuel - 80 kg | Seniors   | Jeux mondiaux 1989         | Karlsruhe, en Allemagne   |
| Médaille de bronze | 1992         | Kumite individuel - 80 kg | Seniors   | Championnats d'Europe 1992 | Bois-le-Duc, aux Pays-Bas |